# Saggaratum
Saggarâtum est une cité antique.

## Localisation
Ancienne cité de Haute-Mésopotamie située sur le Habur (Khabur), un affluent de l'Euphrate. Saggarâtum a été localisée à une vingtaine de kilomètres en amont de la confluence avec l'Euphrate, mais doit se trouver en fait au confluent, à l'endroit de l'ancienne Circesium. Il y a à l'époque amorrite (début du IIe millénaire av. J.-C.) beaucoup de lettres de ses gouverneurs conservées dans les archives de Mari.

## Description de la province
Sous le règne de Zimrî-Lîm, Saggarâtum était le siège de la troisième province du royaume après Mari et Terqa. La dernière province, Qattunân se situe sur le Habur en amont de Saggarâtum.
La province avait un rôle très important dans la défense de Mari puisqu'il devait surveiller la confluence du Habur et de l'Euphrate et la frontière Nord du Royaume, en marge de la Haute-Djézireh. Saggarâtum a un nom apparenté à celui du Sindjar et signifie ”barrière”. Le gouverneur de Saggarâtum avait en particulier la charge de la forteresse de Dûr-Yahdun-Lîm (la ”Forteresse de Yahdun-Lîm”), située sur la rive droite de l'Euphrate, mais pas sur el fleuve directement. En dehors de Dûr-Yahdun-Lîm, il existait de nombreuses autres petites localités telles zapat, Sahriya, Dabiš ou Barhân. Dans ce lot, seule cette dernière paraît mériter le titre de ville.

## Les gouverneurs de Saggarâtum.

### Durant le règne de Zimrî-Lîm (1775-1761)
À l'époque de Zimrî-Lîm, le premier gouverneur fut Habdu-ma-Dagan et le deuxième gouverneur de Saggarâtum fut Sumhu-rabi, un personnage qui avait eu des responsabilités importantes sous le royaume de Haute-Mésopotamie (Samsi-Addu), tout particulièrement à Tuttul (actuelle Raqqa) au confluent du fleuve Balih et de l'Euphrate. Il meurt vers la troisième ou la quatrième année du règne, après les troubles avec les Benjaminites. Il est remplacé par Yaqqim-Addu qui est resté en poste jusqu'à la fin du règne. D'après les nombreuses lettres de ce dernier, les fonctions du gouverneur allaient des fonctions agricoles, à la gestion des ressources, l'entretien des bâtiments publics et bien sûr le maintien de l'ordre.

#### Généralités
- J.-C. Margueron, Mari : métropole de l'Euphrate au IIIe et au début du IIe millénaire av. J.-C., ERC, 2004

#### Édition de textes
- J-M.Durand, Les Documents épistolaires du palais de Mari, 3 vol., Le Cerf, LAPO, Paris, 1997, 1998, 2000
- Rients de Boer, La Correspondance de Sumhu-rabi, Florilegium marianum, 17, 2018.

#### Histoire
- N. Ziegler, D. Charpin, Mari et le Proche-Orient à l’époque amorrite, Essai d’histoire politique, FM V, 2003